# 森林利用学会
森林利用学会（しんりんりようがっかい、英名 The Japan Forest Engineering Society）は、林業現場からの様々な要求に対して、産官学の相互の協力を通して、研究と林業現場の乖離を埋めるべく森林利用学分野に関する学術的・実際的な取組みを行うため1951年（昭和26年）森林利用研究会として発足、1996年に現名称に改称した学会。
事務局を東京都文京区弥生1-1-1の東京大学農学生命科学研究科森林利用学研究室内に置いている。

## 主な活動
- 学会（研究発表会）・現地検討会の開催、日本国内・国際シンポジウムの開催、学会誌の発行、研究資料・情報・図書等印刷物の刊行[1]

## 学会誌
- 『森林利用学会誌』[2]、『森林利用研究会誌』